# Arquivo corrente
Um arquivo corrente ou arquivo de gestão é o conjunto de documentos estreitamente vinculados aos objetivos imediatos para os quais foram produzidos e que se conservam junto aos órgãos produtores em razão de sua vigência e frequência de uso. São muito usados pela administração.